# Nicolas Lémery
Nicolas Lémery (Rouen, 17 novembre 1645 – Parigi, 19 giugno 1715) è stato un chimico e medico francese.
Fu autore di diversi libri e trattati che contribuirono alla diffusione della chimica, facendola uscire dalla visione di Paracelso, interpretando le reazioni chimiche con teorie corpuscolari.

## Vita
Nicolas Lémery fu il quinto di sette figli di Julien Lémery e della sua seconda moglie Susan Duchemin. Suo padre era procuratore del Parlamento di Normandia, e morì quando Nicolas aveva undici anni. Molto probabilmente Nicolas frequentò una scuola protestante di Le Grand-Quevilly nella banlieue di Rouen. Intorno all'età di quindici anni iniziò a studiare come apprendista nella farmacia dello zio materno Pierre Duchemin a Rouen. Dopo sei anni, nel 1666 lasciò Rouen trasferendosi a Parigi per approfondire i suoi studi come apprendista di Christopher Glaser (1628-1670), farmacista alla corte di Luigi XIV. Tra il 1668 e il 1671 visse a Montpellier e iniziò a dare lezioni di chimica. Nel 1672 tornò a Parigi a lavorare per il laboratorio di Bernardin Martin (1629-1703), farmacista di Luigi II di Borbone-Condé, e iniziò a introdursi nei circoli intellettuali di Parigi. Riuscì quindi ad acquisire una farmacia che ebbe notevole successo, e nel contempo continuò a tenere lezioni di chimica sia private che pubbliche. Nel 1676 sposò Madelaine Bellanger ed ebbe sei figli, due dei quali diventarono anch'essi chimici: Louis Lémery (1677-1743) e Jacques Lémery (1678-1716). Lémery era protestante, e a causa di problemi di intolleranza religiosa nel 1683 la farmacia fu chiusa. Lémery andò all'Università di Caen, dove si diplomò come medico. L'editto di Nantes, che aveva confermato ai protestanti la libertà di culto e aveva concesso loro diritti politici, militari e territoriali, fu revocato nel 1685, e migliaia di protestanti francesi dovettero lasciare la Francia. Lémery si rifugiò in Inghilterra, ma l'anno successivo tornò in Francia, si convertì al cattolicesimo, e nel 1686 riaprì la farmacia e tornò a svolgere le sue lezioni. Nel 1699 fu ammesso all'Accademia francese delle scienze. Lémery soffrì di vari attacchi di ictus, fino all'ultimo che ne provocò la morte nel 1715.

## Contributi principali

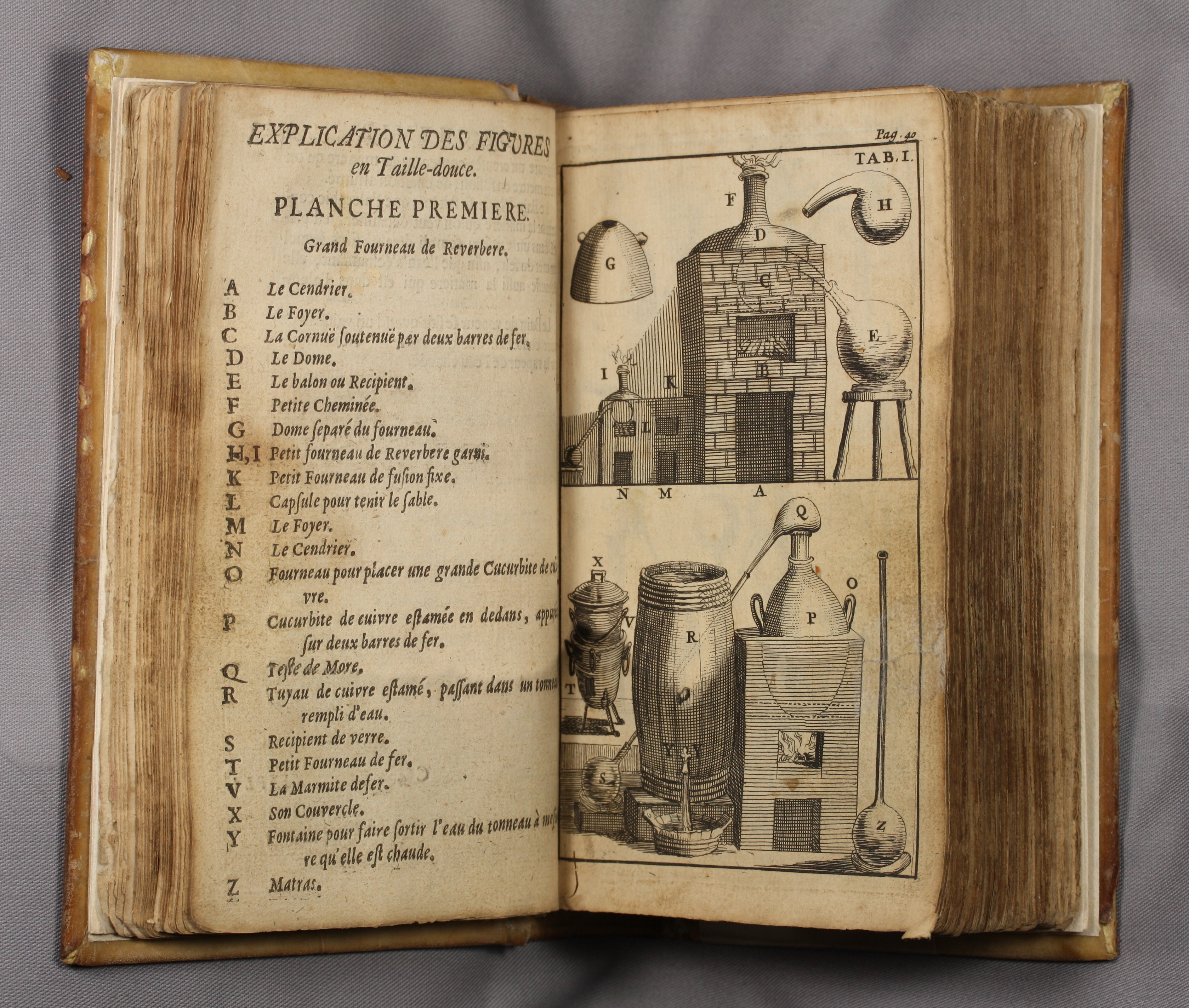
Illustrazione di apparecchiature chimiche, da Cours de chymie, 1683.

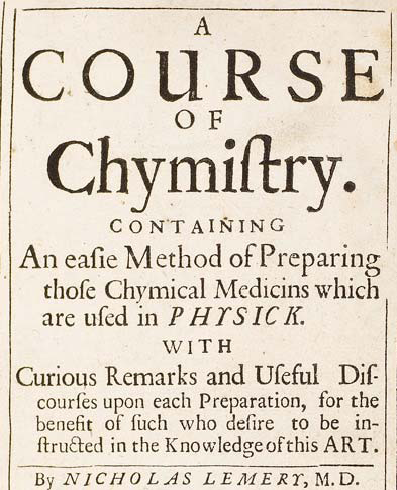
Traduzione inglese di Cours de chymie.

Raffigurazione del modello di legame acido-base di Nicolas Lémery (1680).

Lémery non si occupò in modo particolare di speculazioni teoriche; si limitò a esporre fatti ed esperimenti, ritenendo che la chimica dovesse essere una scienza dimostrabile. Fu un abile didatta e divulgatore: alle sue lezioni assisteva gente di tutti i tipi, ansiosa di ascoltare un uomo che evitava le argomentazioni oscure degli alchimisti, e non considerava come unico fine della sua scienza la ricerca della pietra filosofale e dell'elisir di lunga vita. Visse abbastanza a lungo da vedere 13 edizioni del suo Cours de chymie (1675), che per un secolo mantenne la reputazione di opera basilare. Questo testo nel 1757 arrivò a 30 edizioni, con traduzioni in varie lingue, tra le quali tedesco, spagnolo, inglese e italiano.
Le idee chimiche allora prevalenti in Francia erano quelle di Paracelso e
Jean Baptiste van Helmont; Lémery le abbandonò, adottando le teorie corpuscolari di Cartesio e Pierre Gassendi. Nel 1680 ipotizzò che l'acidità di qualsiasi sostanza consistesse nell'essere composta da particelle appuntite, mentre gli alcali erano dotati di pori di varie dimensioni. In questo approccio i sali consistevano di corpuscoli tenuti assieme da un incastro geometrico di punte e pori.
Altre sue opere particolarmente importanti furono Pharmacopée universelle (1697), Traité universel des drogues simples (1698), e il monumentale Traité de l'Antimonine (1707), oltre a varie pubblicazioni della Accademia francese delle scienze. In una di queste ipotizza che siano sostanze solforose a causare terremoti, fulmini e vulcani.

## Opere principali
- (FR) N. Lemery, Cours de chymie, 6ª ed., Parigi, E. Michallet, 1687.
- (FR) N. Lemery, Pharmacopée universelle, 3ª ed., Parigi, D'Houry, 1728.
- N. Lemery, Farmacopea universale, Venezia, Hertz, 1720. Traduzione italiana.
- (FR) N. Lemery, Traité universel des drogues simples, 4ª ed., Parigi, D'Houry, 1732.
- (FR) N. Lemery, Traité de l'Antimoine, Parigi, J. Boudot, 1707.
- (FR) Cours de chymie, Paris, Jean Thomas Herissant (1.), 1756.
- (FR) Pharmacopée universelle, Paris, Jean Desaint & Charles Saillant, 1763.